# Bernardina de Corradis
Bernardina de Corradis (fl. XV-XVI secolo) fu amante di Ludovico il Moro, duca di Milano.

## Biografia
Nota per esser stata l'amante di Ludovico Sforza detto il Moro, duca di Bari, perlomeno nel biennio 1482-1483, gli diede una figlia: Bianca Giovanna, che crebbe a Milano. Sposò, per volontà del duca, il nobile tortonese Antonio Gentili.
Viveva ancora sul finire del 1496, quando Ludovico le scrisse per annunciarle la prematura morte di loro figlia, assicurandole "che per questo non sareti da noi mancho amata nel avenire quanto se la Biancha fosse sempre vivente".
La traduzione integrale del diploma di legittimazione di Bianca Giovanna, in data 8 novembre 1489 e a firma di Gian Galeazzo Sforza è stata effettuata nello studio di Carla Glori. Le informazioni più significative che ne emergono sono le seguenti:
1. La bambina (che aveva allora tra i sette e gli otto anni) è nominata col nome di Giovanna Bianca;
2. La madre di Bianca viene nominata nell’atto semplicemente come signora Bernardina, segno che si voleva nasconderne l’identità, e che evidentemente era tenuta estranea all’ambiente della corte milanese (diversamente dalle successive amanti Cecilia Gallerani e Lucrezia Crivelli, potenti cortigiane);
3. Si apprende inoltre per la prima volta - tramite la traduzione sopra citata – che Bianca fu concepita quando Bernardina era già sposata e che il nome di suo marito, sia all’epoca del concepimento che alla data dell’atto, era  “Antonio Gentili”; il Giulini lo identifica in un nobile tortonese di età molto avanzata, ma secondo le ultime ricerche della Glori dovrebbe trattarsi di un suo discendente omonimo più giovane (è significativo che delegato alla legittimazione fosse Nicolò Gentili, un famigliare del suddetto Antonio);
4. Si apprende che il Moro, al momento del concepimento di Bianca, era unito da “fidanzamento” con Beatrice, mentre nell’atto della legittimazione di Bianca vi veniva qualificato come “sposato per la sopraggiunta età legittima della sua illustrissima consorte” (il matrimonio era imminente).

Degno di nota è il fatto che nel diploma di legittimazione non compaia il cognome della madre, nominata esclusivamente come Bernardina; solo nella lettera del Moro del 23 novembre 1496 - un’epistola riservata nella quale il Duca la avverte della repentina morte della figlia - comparirà nominata per esteso: Bernardina de Conradis.

## Discendenza

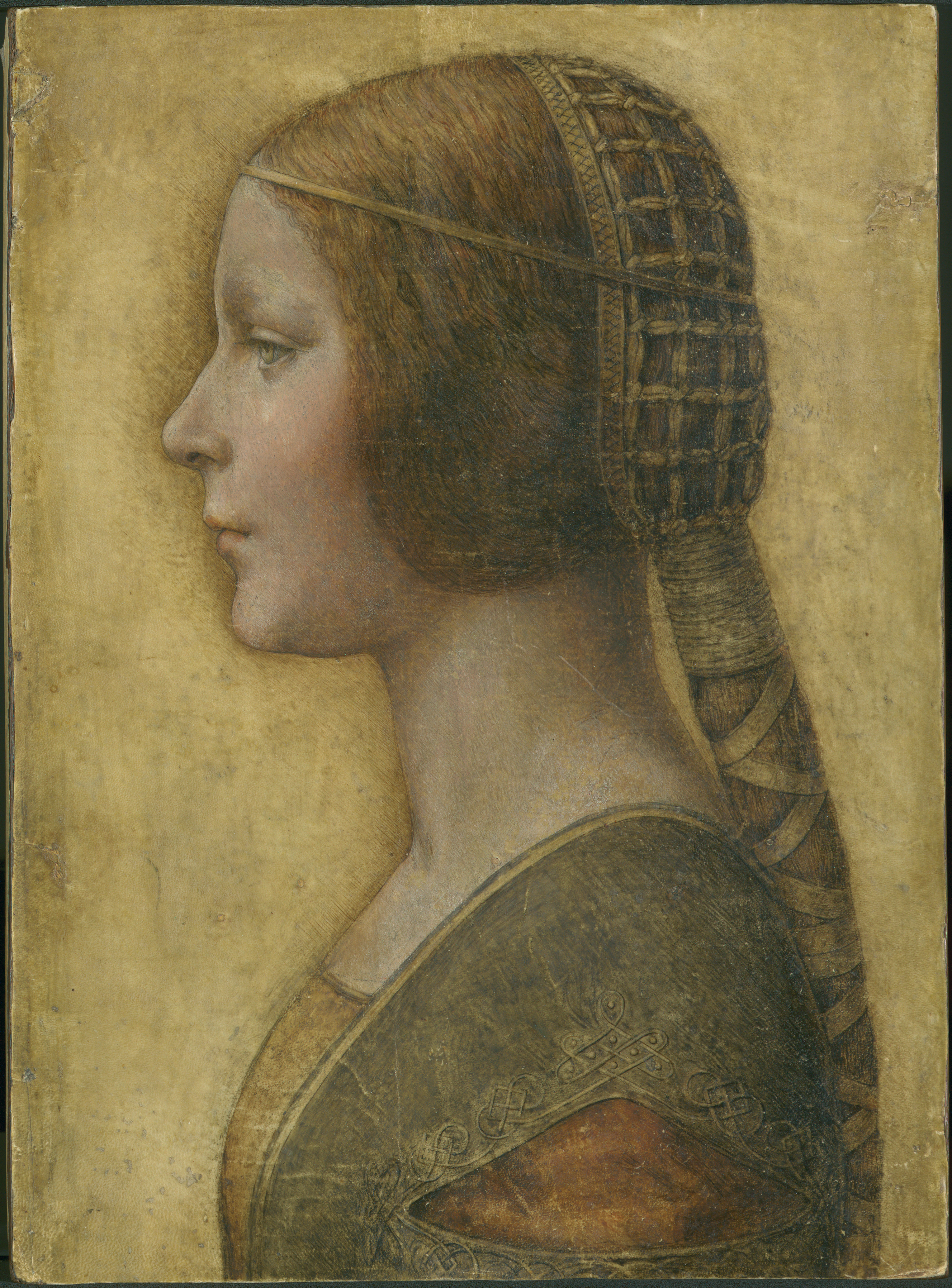
Leonardo da Vinci, Bella principessa, presunto ritratto di Bianca Giovanna Sforza, 1495.

Al duca Ludovico Bernardina diede una sola figlia nota: Bianca Giovanna (1482-1496), figlia legittimata dallo Sforza nel 1489; fu moglie di Galeazzo Sanseverino e favorita di Beatrice d'Este. Divenne Signora di Bobbio, Voghera e Castel San Giovanni.
Al marito, Antonio Gentili, diede poi altri figli, tra cui è nota una femmina di nome Margherita che nel 1495, caduta gravemente ammalata, fu curata dalla sorellastra Bianca Giovanna.